# Shun Aso
Shun Aso (麻生 瞬 Aso Shun?), född 23 april 1985 i Osaka prefektur, är en japansk fotbollsspelare.
Aso började sin karriär 2010 i AC Nagano Parceiro. Efter AC Nagano Parceiro spelade han för SP Kyoto FC och Kagoshima United FC. Han avslutade karriären 2016.